# Krijn Torringa
Krijn Torringa (* 24. März 1940 in Groningen; † 16. August 2006 in Enschede) war ein niederländischer Fernseh- und Hörfunkmoderator. Bekannt wurde er in den 1970er-Jahren insbesondere als Co-Moderator neben Ad Visser der Musiksendung Toppop, die von dem landesweiten Sender AVRO produziert wurde.
Torringa begann seine Laufbahn in den 1960er-Jahren als DJ bei Radio Veronica. Ende der 1960er-Jahre war er Manager der Beatband RO-D-YS. Mit der Präsentation der Sendung Hollands Glorie übernahm er erstmals ein Programm bei AVRO, dem dann die erfolgreiche Co-Moderation von Toppop folgte.
In den 1980er-Jahren zog er mit seiner damaligen Frau Freda Keuker nach Curaçao, aber Torringa kehrte Ende der 1990er-Jahre wieder in die Niederlande zurück. Er wurde Moderator bei Radio 192, Enschede FM und Stadionsprecher beim FC Twente Enschede.
Im Februar 2006 erkrankte Torringa schwer an Kehlkopfkrebs, der das Ende seiner Laufbahn erzwang. Am 16. August 2006 erlag er im Alter von 66 Jahren den Folgen dieser Krankheit.
| Personendaten    | Personendaten                                  |
| ---------------- | ---------------------------------------------- |
| NAME             | Torringa, Krijn                                |
| KURZBESCHREIBUNG | niederländischer Fernseh- und Hörfunkmoderator |
| GEBURTSDATUM     | 24. März 1940                                  |
| GEBURTSORT       | Groningen, Provinz Groningen, Niederlande      |
| STERBEDATUM      | 16. August 2006                                |
| STERBEORT        | Enschede, Provinz Overijssel, Niederlande      |